# Babisme
Babismen var en shiitisk sekt fra midten af 1800-tallet. Babismen blev stiftet 1844 af Ali Muhammed fra Shiraz (f. 1821), som følte sig frastødt af den shiitiske gejstligheds fordærvelse. Han kaldte sig "Bab" ("Porten", nemlig til den guddommelige sandhed) og samlede en gruppe tilhængere omkring sig. Sidst i 1840'erne kom det til en række opstande i Persien, hvad der medførte, at Bab blev henrettet og opstandene blev slået ned. Et attentat, der fra babitisk side øvedes mod shahen, Nasir ed-Din, førte i 1852 til frygtelige babi-massakrer i Teheran.
Bab beskæftigede sig meget med tanken om den profet, der skulde komme efter ham, "den, som Gud vil lade opstå". Bab havde udpeget Mirza Jahja, kaldet Subh-i-Ezel ("Evighedens Morgengry"), til sin efterfølger. Denne flyttede sektens centrum fra Persien til det Osmanniske Rige, først til Bagdad, senere til Adrianopel. Her optrådte Subh-i-Ezels halvbroder Mírzá Husayn-'Alí omkring 1866 som "den, som Gud vil lade opstå" og trak snart de fleste babister væk fra Subh-i-Ezel. Mírzá Husayn-'Alí kaldte sig efter en åbenbaring Bahá'u'lláh og hans gruppe fik navnet Bahá'í. Langt de fleste babister fulgte med over til Bahá'í, og i dag er der så vidt vides kun få tusinde babister tilbage, de såkaldte Azali.